# 33A busz (Ózd)
Az ózdi 33A jelzésű autóbusz egy helyi járat volt, ami az Autóbusz-állomás és Uraj (Szabadidő Központ) között közlekedett. A viszonylatot a Borsod Volán üzemeltette.

## Megállóhelyei
Az átszállási kapcsolatok között az azonos útvonalon közlekedő 33-as busz nincs feltüntetve!
| 0  | Autóbusz-állomás végállomás | 18 | 1A, 2A, 4, 7, 8, 8A, 12A, 12AT, 20A, 20AT, 22, 26, 26A 4140, 4145, 4147, 4148, 4150, 4151, 4153, 4155, 4157, 4158, 4160, 4180, 4185, 4186 |
| 1  | Olvasó Egyesület            | 17 | 4148, 4150, 4151, 4155 |
| 3  | Mekcsey utca 11.            | 15 | 4148, 4150, 4151, 4155 |
| 4  | Mekcsey utca 59.            | 14 | |
| 5  | Mekcsey utca 143.           | 13 | 4148, 4150, 4151, 4155 |
| 6  | AMK (Sajóvárkony)           | 12 | 4148, 4150, 4151, 4155 |
| 7  | Bánszállási elágazás        | 11 | 4148, 4150, 4151, 4155 |
| 9  | Kovácshagyó utca 70.        | 9  | |
| 10 | Vízművek                    | 8  | |
| 11 | OAM Kft.                    | 7  | |
| 14 | Bejárati út (Bánszállás)    | 4  | |
| 17 | Centeri út 65. (Center)     | 1  | |
| 18 | Forduló (Center) végállomás | 0  | |